# Hertogdom Brabant
Het hertogdom Brabant vormde, vanaf het midden van de middeleeuwen tot aan de negentiende eeuw, een in grootte wisselend grondgebied in de Lage Landen dat op basis van het feodale stelsel in bezit was van, en werd bestuurd door, leenheren van de Duitse keizer, de Franse koning of keizer of het aartsbisdom Keulen. Door de eeuwen heen ontwikkelde zich hier een belangrijke en invloedrijke bestuurlijke en culturele eenheid in de Nederlanden.
In 977 kreeg Karel, een jongere zoon van Lodewijk IV van West-Frankrijk, het hertogdom Neder-Lotharingen als benificium van de Duitse keizer Otto II.
Waar een heerweg uit de Romeinse tijden langs rivier de Zenne liep, bouwde hij een verdedigingspost van het Rijk der Oostelijke Franken. Hij zocht steun bij Reinier van Henegouwen en diens broer Lambert I die graaf in Leuven werd. In de elfde eeuw bestond het gebied uit talloze hertogdommen en graafschappen, het graafschap Leuven zou uitgroeien tot het hertogdom Brabant. Hendrik I van Brabant legde de basis voor de ontwikkeling en bloei van de middeleeuwse Brabantse steden. Hij verleende ‘s-Hertogenbosch, Oisterwijk, Sint-Oedenrode, Eindhoven, Helmond en Brussel stadsrechten.
Het hertogdom Brabant besloeg op een gegeven moment het grondgebied van de drie huidige Belgische provincies Vlaams-Brabant, Waals-Brabant, Antwerpen plus het Brussels Hoofdstedelijk Gewest, en het overgrote deel van de hedendaagse Nederlandse provincie Noord-Brabant. Verder stonden ook de zogenaamde Landen van Overmaas (ongeveer het huidige Nederlandse Zuid-Limburg) onder het gezag van de hertog van Brabant, alsook het nu Duitse Herzogenrath.
De vlag van België is gebaseerd op de kleuren van het wapen van de hertog van Brabant: zwart, geel en rood. Het nationaal volkslied staat in België bekend als De of La Brabançonne.
Het hertogdom bestond van 1183 tot 1795 en vormde het hart van de Nederlanden. Zijn belangrijkste steden waren Brussel, Antwerpen, Leuven, 's-Hertogenbosch, Tienen, Diest en Lier. De stad Mechelen maakte deel uit van de heerlijkheid Mechelen, een enclave in het hertogdom Brabant. Na de Nederlandse Opstand tegen het Habsburgse gezag en de vorming van de Republiek der Zeven Verenigde Nederlanden werd Staats-Brabant afgesplitst van het hertogdom.

## Naam
Brabant was oorspronkelijk de naam van de Karolingische gouw (pagus Bracbatensis), die zich uitstrekte tussen de Schelde en de Dijle. De naam Brabant is een afgeleide van braecbant. Dit is een samenstelling van braec, wat 'broek' of 'drassig land' betekent, en bant, wat 'streek' betekent. Een latere legende vermeldt dat de naam Brabant is afgeleid van de Romeinse soldaat Silvius Brabo, die in Antwerpen de reus Antigoon (tegenstrever) zou hebben gedood.
De Brabantgouw bestond mogelijk al in de 7e eeuw. Zij was onderdeel van het hertogdom Lotharingen en vanaf 959 van Neder-Lotharingen.
Het landgraafschap Brabant was van 1085 tot 1183 een Duits rijksleen dat zich ruwweg tussen de Dender en de Zenne situeerde. Hoewel dit gebied niet de oorsprong en de kern van het latere hertogdom vormde, was het wel de naamgever ervan. Het landgraafschap zou opgedeeld worden in Rijks-Vlaanderen (waaronder het land van Aalst), West-Brabant (waaronder het Pajottenland) en het noorden van Henegouwen. Vanaf de 13e eeuw is Brabant de naam van een hertogdom in het westen van het Heilige Roomse Rijk.

## Territoriale vorming van het hertogdom

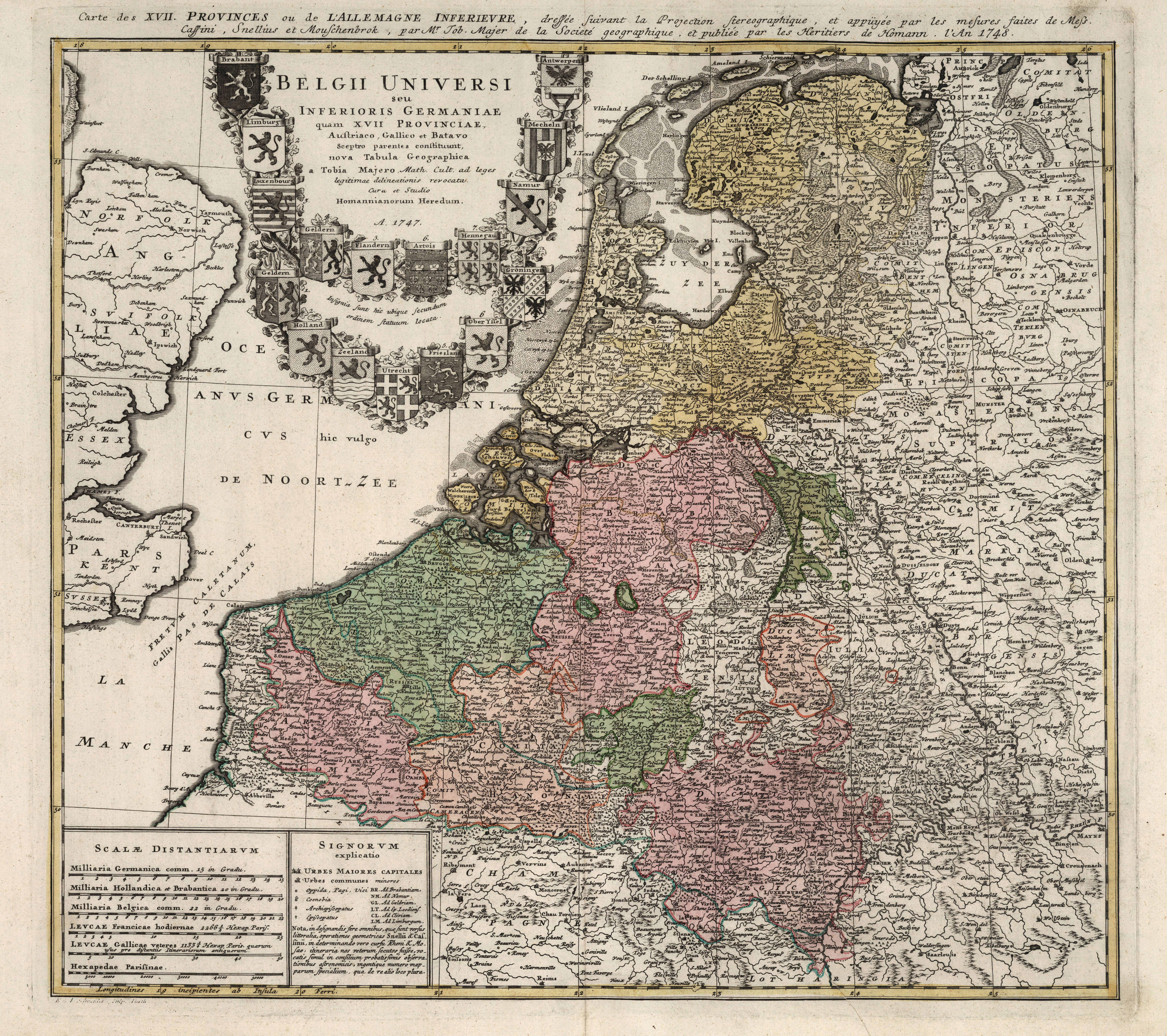
Kaart van de Zeventien Provinciën met Hertogdom Brabant, c1747

Het hertogdom Brabant ontstond uit de vereniging van verscheidene graafschappen en voogdijgebieden:
- het graafschap Leuven, allodiaal stamgraafschap van de Reiniers
- het graafschap Brussel, deel van de Brabantgouw tussen Zenne en Dijle (bruidsschat van Gerberga van Neder-Lotharingen, dochter van hertog Karel van Neder-Lotharingen, voor huwelijk met Lambert I van Leuven, stamvader van de Leuvense gravendynastie, omstreeks 1000)
- het voogdijgebied van de abdij van Gembloers, wellicht al in de 10e eeuw onder voogdij van de Lambert I van Leuven
- het voogdijgebied van de abdij van Nijvel, mogelijk tijdens de 11e eeuw onder voogdij Lambert I van Leuven, maar pas begin 13e eeuw formeel bevestigd onder Hendrik I van Brabant.
- het landgraafschap Brabant, deel van de Brabantgouw tussen Dender en Zenne (na de dood van paltsgraaf Herman II van Lotharingen omstreeks 1085/1086 door Hendrik III van Leuven in rechtstreeks leen gekregen van keizer Hendrik IV, ontheven van het gezag van de hertog van Neder-Lotharingen). Dit rijksleen werd omstreeks 1183/1184 verheven tot hertogdom Brabant ten gunste van hertog Hendrik I van Brabant.
- het markgraafschap Antwerpen met de steden 's-Hertogenbosch en Breda die in 1106 verworven werden door Godfried I van Leuven als hertogelijke ambtslenen van keizer Hendrik V
- Maastricht, sinds 1204 half Brabants, verworven door Hendrik I van Brabant, half Luiks; vandaar: tweeherigheid van Maastricht
- het hertogdom Limburg en de landen van Overmaas
  - 1244 het graafschap Dalhem veroverd van de graaf van Dalhem, Dirk van Hochstaden door Hendrik II van Brabant
  - 1288 hertogdom Limburg en land van 's-Hertogenrade veroverd in de Slag bij Woeringen door Jan I van Brabant
  - 1365-1378 het land van Valkenburg, verworven door Wenceslaus I van Luxemburg

De Staten van Limburg en de Landen van Overmaas hadden vanaf 1473 een eigen delegatie in de Staten-Generaal van de Nederlanden. De meest oostelijke bezittingen Kerpen en Lommersum stonden onder direct Brussels bestuur.

## De Brabantse ontstaanslegenden
De Brabantse landsheerlijke kronieken (14e-15e eeuw) trachten de origines van de hertogen naar een voor hun politieke rivalen onovertrefbaar verleden te laten teruggrijpen. Op de (aanvaardbare) afstamming van Karel de Grote werd verder gebouwd om de hertogelijke genealogie in de oudheid te laten aanvangen:
- Volgens een 14e-eeuwse genealogie stammen de hertogen van Brabant af van koning Priamus van Troje.
- Als variant op die bron, ontstond een kroniek waarin een Romeins senator als de stamvader wordt beschouwd.
- Een kroniek uit de 15e eeuw wil dan weer dat de naam "Brabant" afkomstig is van de Romeinse soldaat Silvius Brabo.

## Geschiedenis

### Voorgeschiedenis
In de Romeinse tijd was het gebied gelegen in de Romeinse provincies Belgica en Germania Inferior en bewoond door de Belgae, die zowel van Keltische als Germaanse oorsprong waren. Aan het einde van de Romeinse periode werden ze veroverd door de Germaanse Franken. Toen dit rijk in 843 gesplitst werd door het Verdrag van Verdun, kwam het latere hertogdom in Midden-Francië te liggen. In 855 werd dit Frankische middenrijk opnieuw gedeeld. Het noordelijke deel werd het rijk van Lotharius II. Bij het Verdrag van Meerssen was er sprake van de Brabantgouw die hierbij aan West-Francië werd overgedragen (Karel de Kale). Hierbij was ook al sprake van vier deelgraafschappen, waarvan één Brussel (of Ukkel). Tien jaar later gaat het gebied bij het Verdrag van Ribemont (880) echter naar Oost-Francië, tezamen met de rest van Lotharingen. Het gebied zou tot 1549 deel blijven uitmaken van het Oostelijke Frankische Rijk, dat al snel (in de tiende eeuw) de naam Duitse Keizerrijk of Heilige Roomse Rijk zou krijgen.

### Ontstaan van het hertogdom Brabant
Het hertogdom Brabant stamt af van het graafschap Leuven en het geslacht Reiniers met als stamvader Giselbert I van Maasgouw (825-885), een belangrijke adellijke familie die streed om de macht in het hertogdom Lotharingen. Nadat Reinier III van Henegouwen verslagen werd in zijn ambitie hertog van Lotharingen te worden en werd verbannen, slaagde zijn zoon Lambert I van Leuven (950-1015) samen met zijn broer Reinier IV de bezittingen te heroveren en werd door keizer Otto II als eerste graaf van Leuven aangesteld. Zijn broer werd graaf van Bergen. Rond het jaar 1000 komt het graafschap Brussel middels een huwelijk in handen van de graven van Leuven.
In 1106 kreeg Godfried van Leuven (Godfried met de Baard) na het verwerven van Antwerpen de hertogelijke waardigheid over Neder-Lotharingen en werd tegelijk markgraaf van Antwerpen en landgraaf van Brabant, een leen van de Rooms-Duitse keizer Hendrik V. De machtsuitbreiding ging niet zonder slag of stoot, want in 1139 braken de Grimbergse Oorlogen uit, een strijd tussen Brabant en de heren van Grimbergen en Berthout die zich uitstrekte over twintig jaar.
Pas na 1183 (inmiddels had ook de verwerving van het graafschap Aarschot plaatsgehad) werd het landgraafschap Brabant zelf een hertogdom onder Hendrik I van Brabant. Zijn vader Godfried, hertog van Neder-Lotharingen, onderscheidde zich bij de verdediging van de stad Jeruzalem tegen Saladin. Als beloning verhief keizer Frederik I Barbarossa het landgraafschap tot hertogdom. In 1190, enkele dagen na de dood van Godfried III van Leuven werd tijdens een landdag in de abdij Comburg (Schwäbisch Hall) het hertogschap van Neder-Lotharingen gezagsloos verklaard, maar behielden de graven van Leuven het recht om het hertogelijke gezag uit te oefenen enkel binnen de door hun gecontroleerde graafschappen en voogdijgebieden.
In de 12e en vooral de 13e eeuw kenden de hertogen stadsrechten toe (doorgaans 'vrijheden' genoemd) waardoor individuele steden verregaande bevoegdheden verwierven.

### 13e eeuw

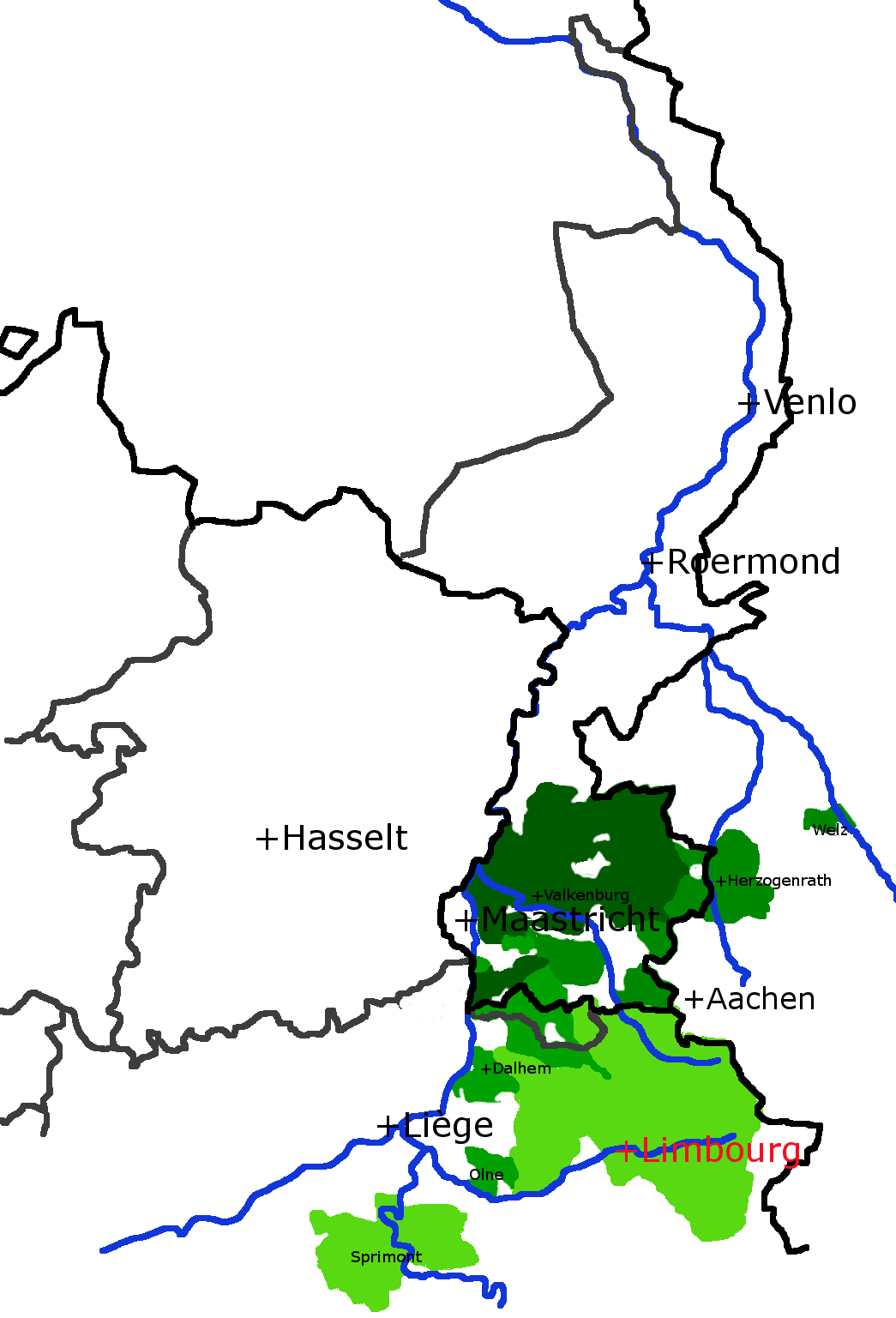
Hertogdom Limburg en de Landen van Overmaas

Verdere uitbreidingen gingen vooral naar het oosten, om controle te krijgen over de landweg tussen Brugge en Keulen. In 1204 sloot koning Filips van Zwaben vrede met Hendrik I van Brabant. Hendrik verkreeg voogdij over het kapittel van Sint-Servaas te Maastricht en een gedeelte van Maastricht, het noordelijkste (vaste) bruggenhoofd over de Maas. Het andere gedeelte van Maastricht bleef in handen van de prins-bisschop van Luik. Zo was Maastricht tot aan de Franse tijd tweeherig; enerzijds stond het onder gezag van de hertog van Brabant en de latere Staten-Generaal, anderzijds dat van de prins-bisschop van Luik. In de eeuwen daarna vindt er geleidelijk meer gebiedsuitbreiding plaats in het gebied tussen Maas en Rijn. Dat Luik hier niet blij mee is, blijkt uit de bijna twee eeuwen voortslepende Luiks-Brabantse oorlogen. In 1239 versloeg Hendrik II van Brabant, de graaf van Dalhem, Dirk van Hochstaden, en in 1244 liet deze het graafschap Dalhem over aan de hertog.
In 1267 werd Jan I van Brabant de nieuwe hertog en verhuisde de hoofdstad van het hertogdom Brabant van Leuven naar Brussel. Jan I was een krachtige heerser die zijn gebied aanzienlijk vergrootte. Zijn pogingen de Brabantse invloed tussen Maas en Rijn te versterken brachten hem onder meer in botsing met de machtige aartsbisschop van Keulen. Zijn belangrijkste aanwinst was het hertogdom Limburg, (samenvallend met het noordoosten van de huidige Belgische provincie Luik en een deel van de Voerstreek, en genoemd naar de burcht Limburg aan de Vesder) en de Landen van Overmaas, samenvallend met het zuiden van de huidige Nederlandse provincie Limburg. Toen de kinderloze hertogin Irmgard van Limburg in 1283 overleed, kocht Jan I het opvolgingsrecht van een van haar erfgenamen. Dat was niet naar de zin van haar weduwnaar Reinoud I van Gelre. Het verzet werd echter tijdens de Slag bij Woeringen (nabij Keulen, 5 juni 1288) gebroken, waarna het hertogdom Limburg definitief aan Jan I werd toegewezen.

### 14e eeuw
Na de dood van Jan III van Brabant in 1355 volgde onder de zwagers van zijn dochters de Brabantse Successieoorlog. Tijdens de Vrede van Aat werd afgesproken dat de oudste dochter, Johanna van Brabant het hertogdom zou erven, maar dat indien zij kinderloos zou sterven het hertogdom zou overgaan naar haar jongere zus Margaretha van Brabant (1323-1380), vrouw van de graaf van Vlaanderen Lodewijk van Male of haar kinderen.
Na het kindloos overlijden van Jan van Valkenburg en de volgende successiestrijd, verkreeg de echtgenoot van hertogin Johanna van Brabant, Wenceslaus I van Luxemburg, in 1365-1378 het land van Valkenburg. De heerlijkheid 's-Hertogenrade, het graafschap Dalhem en het land van Valkenburg, werden samen de landen van Overmaas genoemd (vanuit Brussel bestuurd liggen zij 'over de rivier de Maas'). Het hertogdom Limburg en de landen van Overmaas werden (in personele unie) bestuurd door de hertog.
In 1396 kreeg de dochter van Margaretha van Brabant, Margaretha van Male, getrouwd met de hertog van Bourgondië Filips de Stoute, het hertogdom Brabant toegewezen van haar hoogbejaarde tante. Dit stuitte op sterke tegenstand van de Staten van Brabant. Na de dood van Johanna in 1406 kon Margaretha van Male het hertogdom wel met goedkeuring van de Raad laten erven door haar tweede overlevende zoon Anton van Bourgondië.

### De Bourgondische 15e eeuw

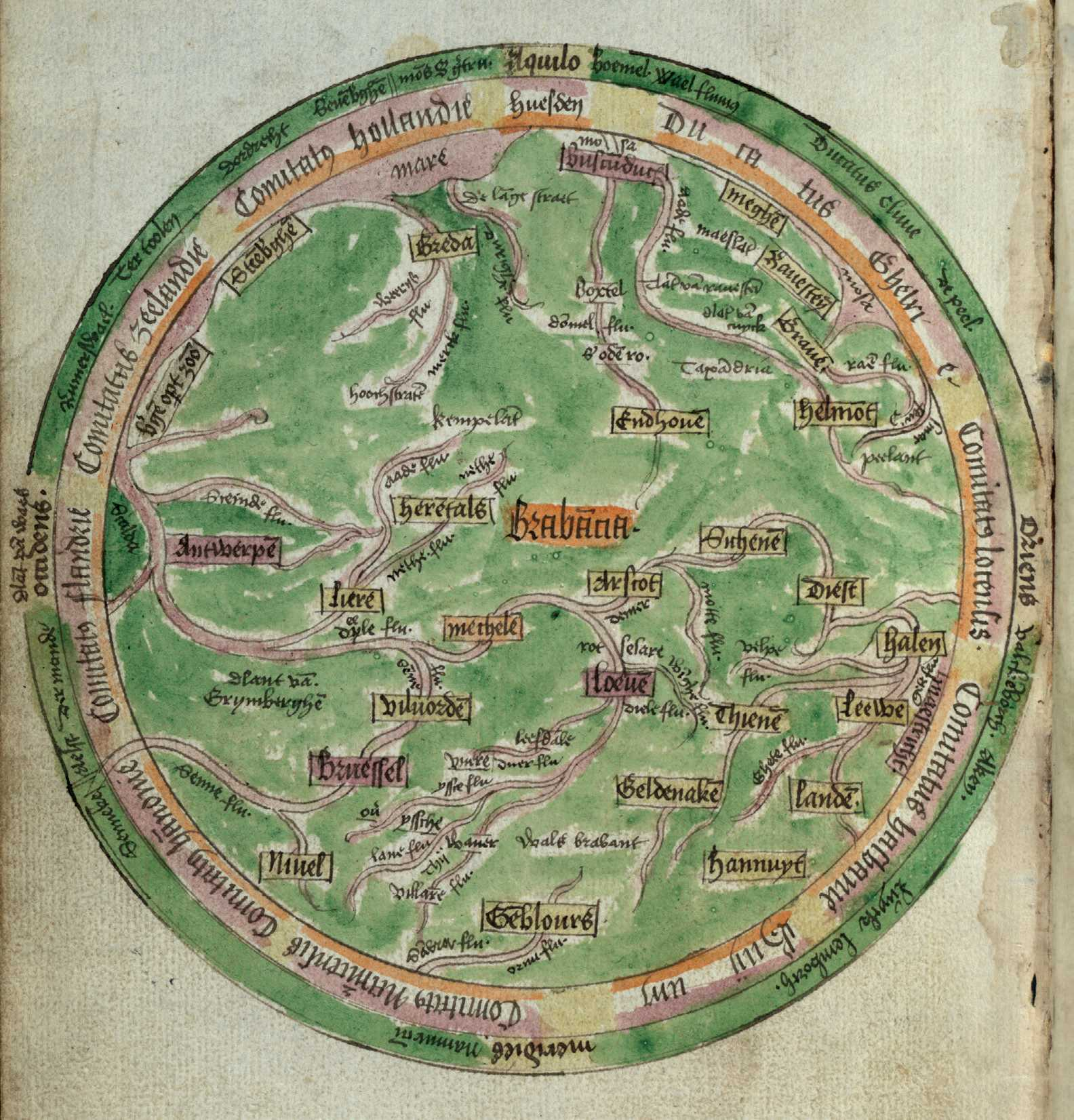
Kaart van Brabant van Gielis vander Hecken (ca. 1536)

Na de dood van Filips van Saint-Pol, zoon van Anton, in 1430 komt Brabant formeel bij de Bourgondische hertogen (zijn neef hertog Filips de Goede). In 1430 was Filips de Goede ook al een goede tien jaar graaf van het rijke Vlaanderen en hij zou in de komende jaren een rijk uitbouwen in de Nederlanden dat uiteindelijk (in 1543) uit Zeventien Provinciën bestaat. Tevens legt Filips de Goede de basis voor de natievorming van de Lage Landen. Zo richt hij in 1464 de Staten-Generaal der Nederlanden op. Hij gaf eveneens de aanzet tot de bouw van het imposante Paleis op de Koudenberg in Brussel om van hieruit het hele Rijk der Nederlanden te beheren. Zeker na de voltooiing van de Aula Magna, waar de Staten-Generaal vergaderde, in 1459, werd Brussel de hoofdstad van Filips de Goede. Zijn opvolgers Karel de Stoute en Maria van Bourgondië hadden een voorkeur voor Mechelen als politiek centrum, dat een belangrijke rol zou spelen tot het overlijden van landvoogd (onder Keizer Karel V) Margaretha van Oostenrijk in 1530. De verklaring van ontvoogding van keizer Karel V in 1515 vindt wel weer plaats in het Paleis op de Koudenberg en in 1530 is het hier dat Maria van Hongarije tot landvoogdes van de Nederlanden wordt aangeduid. Het is mede dankzij zijn paleis dat Brussel zo het politieke centrum van de Nederlanden wordt, en nadien van de Zuidelijke Nederlanden en van België.
Met de dood van Maria van Bourgondië in 1482 komen de Zeventien Provinciën, en dus ook het hertogdom Brabant, in handen van de Habsburgers, in wiens handen ze zouden blijven tot 1795. Nadat haar zoon, Filips I van Castilië huwde met Johanna van Castilië, zouden de (Zuidelijke) Nederlanden vanaf het begin van de zestiende eeuw tot het begin van de achttiende eeuw vanuit Spanje bestuurd worden.

### Eerste helft 16e eeuw: keizer Karel

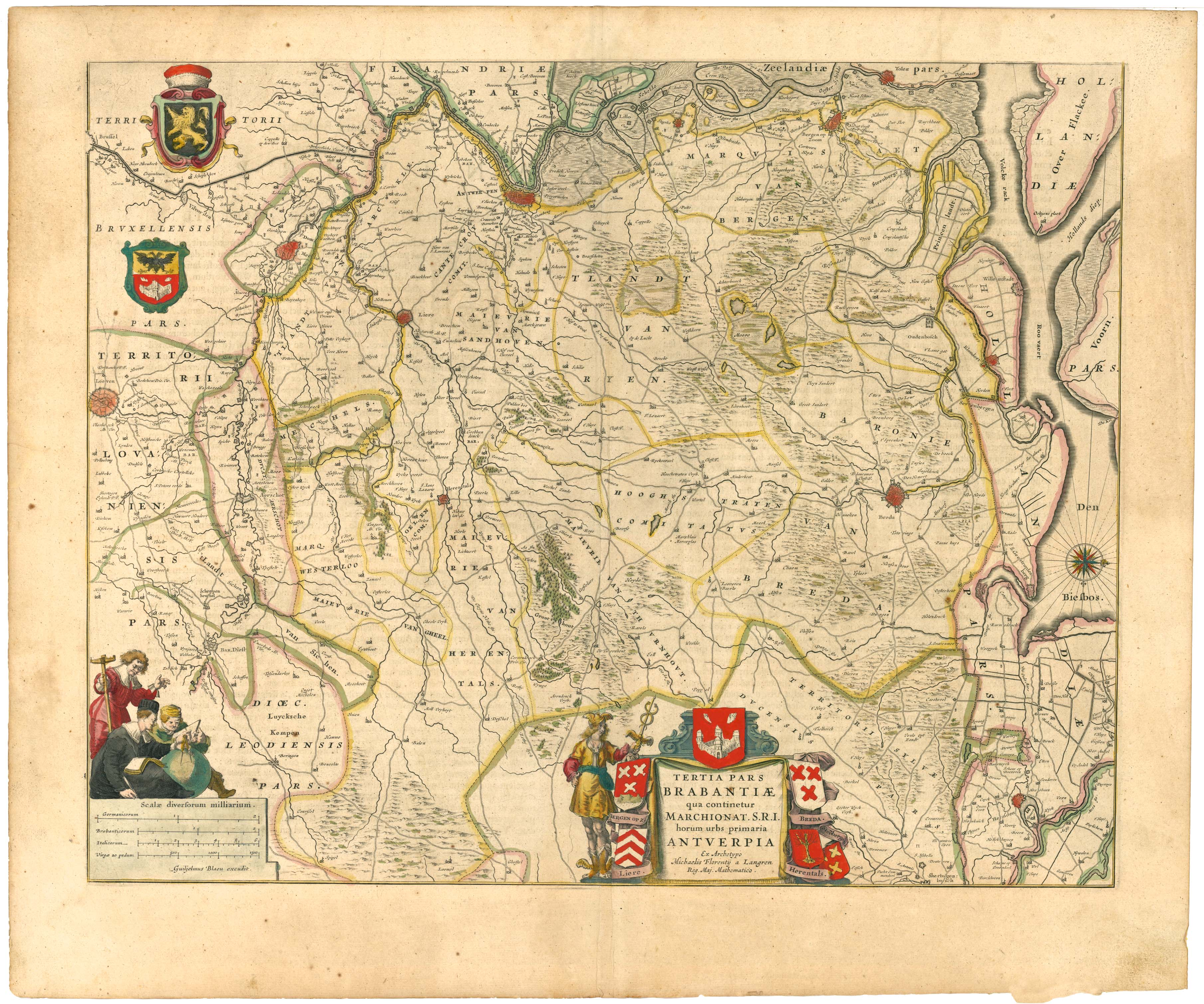
Kaart van het noordwestelijk gedeelte van Brabant in 1645 gemaakt door Blaeu

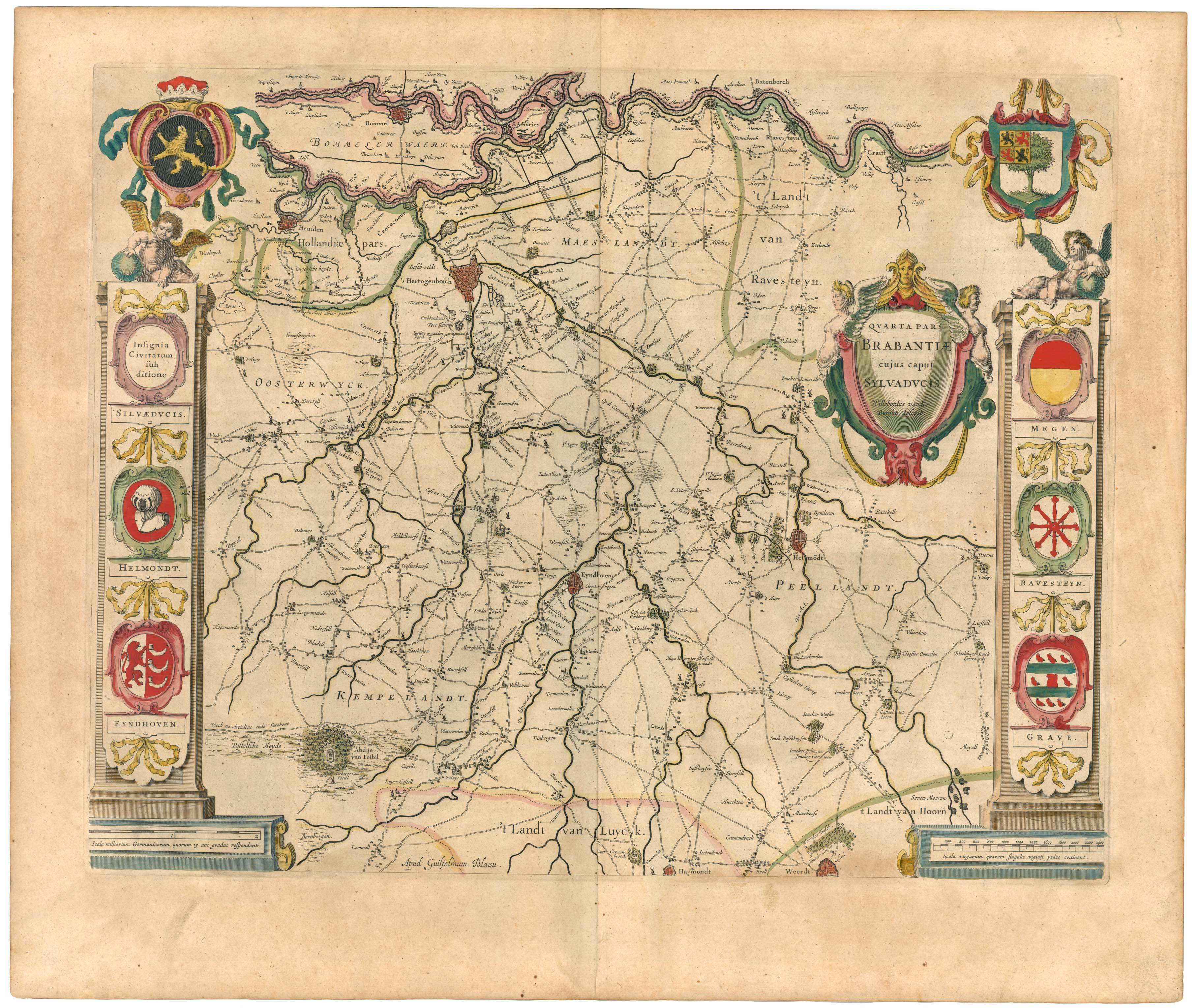
Kaart van het noordoostelijk gedeelte van Brabant in 1645 gemaakt door Blaeu

In 1506 wordt Karel van Luxemburg, de latere keizer Karel V, de nieuwe hertog van Brabant. Echter tot 1515 fungeert zijn grootvader, keizer Maximiliaan I van Oostenrijk, als voogd.
Door de Pragmatieke Sanctie van 1549 werd de personele unie van de Lage Landen gebetonneerd. Deze constitutionele akte bepaalde dat Vlaanderen onderdeel werd van de Zeventien Provinciën, die de Nederlanden uitmaakten en vanaf dat ogenblik steeds als één geheel overgeërfd zouden worden. Vanaf dan maken de Nederlanden feitelijk geen deel meer uit van het Heilige Roomse Rijk, een proces van losweking dat al ingezet werd door Filips de Goede in 1464.
In 1550 wordt het Bloedplakkaat afgekondigd, een ordonnantie tegen de protestanten.

### Tachtigjarige Oorlog
Filips II van Spanje, zoon van keizer Karel V voerde eigenzinnige kerkhervormingen door, waarop in 1568 de Tachtigjarige Oorlog uitbrak. In het begin hield Brabant zich afzijdig, maar na de massale muiterijen onder de Spaanse troepen en de hieruit volgende Spaanse Furie riepen de Staten van Brabant op eigen voorstel de Staten-Generaal van de Nederlanden bijeen, waaruit de Pacificatie van Gent voortkwam. Even later verenigden alle gewesten (behalve Luxemburg) zich in de Unie van Brussel tegen de aanwezigheid van de 'Spaanse' troepen. Op deze manier wist Brabant in samenwerking met Willem van Oranje de gematigde en radicale opstandelingen te verenigen. De nieuwe landvoogd, don Juan van Oostenrijk, moest zwichten voor deze massale opstand en liet zijn troepen terugtrekken naar het koningsgezinde Luxemburg na de ondertekening van het Eeuwig Edict.
Maar de vrede is van korte duur. Na de verovering van de Citadel van Namen op 24 juli 1577 en de volledige vernietiging van het Staatse leger in de Slag bij Gembloers op 31 januari 1578, wist Don Juan Leuven te veroveren. Brabant was erg verzwakt, en in sommige steden braken gevechten uit tussen calvinisten en katholieken. De opvolger van Don Juan, de Spaanse generaal Alexander Farnese, heroverde in de jaren 1579-1585 geheel Brabant (Parma's Negen Jaren).
Op 1 juli 1579 vond het Schermersoproer plaats; na een bloedig gevecht tussen katholieken en calvinisten in 's-Hertogenbosch leverden de katholieken de stad uit aan de Spanjaarden. Om te voorkomen dat Mechelen zich ook zouden aansluiten bij de Spanjaarden, nam de Staatse burgemeester van Brussel, Olivier van den Tympel, de stad in (Engelse furie). Bovendien sloten alle Brabantse steden (op de koningsgezinde steden 's-Hertogenbosch en Leuven na) zich dat jaar aan bij de Unie van Utrecht en in 1581 verklaarden ze zich onafhankelijk met het Plakkaat van Verlatinghe. In 1582 werd Frans van Anjou de titel "Hertog van Brabant" geschonken. Ondertussen veroverden de Spanjaarden Breda (Furie van Houtepen). Het volgende jaar viel Lier door verraad in Spaanse handen. Steenbergen werd bevochten tot driemaal toe en werd in 1583 door de Spanjaarden veroverd.
In 1585 kwam de genadeklap; de steden Brussel en Mechelen gingen verloren, en uiteindelijk ook de belangrijkste stad Antwerpen, die al maandenlang werd belegerd terwijl hulptroepen uit het noorden meermalen vergeefs geprobeerd hadden de stad te ontzetten. De Val van Antwerpen wordt gezien als de definitieve scheiding tussen de Noordelijke en Zuidelijke Nederlanden. Ten slotte vallen ook Grave (1586) en Geertruidenberg (1589).
Het tij keerde met de vernietiging van de Spaanse Armada in 1588. Tijdens de Tien Jaren begonnen Maurits van Oranje-Nassau en Willem Lodewijk een grote veldtocht om Brabant te heroveren. Breda werd als eerste heroverd met behulp van het Turfschip van Breda. Later versloeg Frederik Hendrik het Leger van Vlaanderen in het Beleg van 's-Hertogenbosch. Uiteindelijk werd het noordelijk deel van Brabant bij vredestraktaat door Filips IV van Spanje overgedragen aan de Republiek als Generaliteitsland, het zogenaamde Staats-Brabant. Het werd bestuurd door de Noordelijke Staten-Generaal.

### Het hertogdom Brabant in de Zuidelijke Nederlanden
Het zuiden bleef als Konings-Brabant onder Spaanse heerschappij, maar verkreeg een grote mate van autonomie van de landvoogden Albrecht en Filips' dochter Isabella. Die bestuurden het grondgebied samen met de Zuidelijke Staten-Generaal.
Nadat de Spaanse tak van de Habsburgers was uitgestorven, ging het gebied over naar de Oostenrijkse Habsburgers, en werd het vaak Keizers-Brabant genoemd om het te onderscheiden van Staats-Brabant. In 1787 reeds ontwierpen de Staten van Brabant, voortgedreven door Hendrik van der Noot, de plattegrond voor een opstand. In 1789, met de Brabantse Omwenteling, begonnen met de Slag bij Turnhout, verklaarde Brabant zich niet meer onderworpen aan de soevereiniteit van keizer Jozef II na diens vernieuwingspolitiek. Andere landsheerlijkheden volgden het voorbeeld van Brabant en stichtten de Verenigde Nederlandse Staten. De Oostenrijkers herstelden echter in 1790 het gezag, nu onder keizer Leopold II.
Tijdens het ancien régime kende men in het westelijk deel van het hertogdom Brabant het zogenaamde meiseniersstatuut, waarmee de vrije boerenstand aangeduid werd. Het genoot zeer oude privileges, die later ook door de hertog verleend werden aan de poorters van een stad. Een meissenier diende zich te laten registreren. De brieven werden uitsluitend uitgevaardigd door de schepenbank van Grimbergen en op het Kasteel van Gaasbeek.
De privileges van de meisseniers omvatten onder meer de vrijstelling van de "Dode Hand" ten aanzien van de hertog van Brabant (dat wil zeggen vrijstelling van erfenisrechten), vrijstelling van passagerechten binnen Brabant en het recht om binnen Brabant gevonnist te mogen worden, ongeacht waar het misdrijf moge plaatsgevonden hebben. Het recht was erfelijk in vaderlijke lijn en vond toepassing tot het einde van 18e eeuw, wanneer het meiseniersstatuut verviel bij de opheffing van het ancien régime.

## Brabant na het ancien régime
Er kwam een definitief einde aan het hertogdom in 1795. Brabant raakte in de maalstroom van de Franse Revolutie en werd geannexeerd door Frankrijk. Het werd opgesplitst in twee departementen: Dijle en Twee Neten. Na de val van Napoleon in 1815 kwam er geen restauratie van de voormalige vorstendommen, maar werden de Franse departementen getransponeerd naar Nederlandse provincies: Zuid-Brabant, Antwerpen en Noord-Brabant. Na de Belgische Revolutie van 1830 werd deze toestand ook overgenomen in het nieuwe koninkrijk, met dien verstande dat de provincie Zuid-Brabant voortaan gewoon Brabant ging heten, alsof Noord-Brabant en Antwerpen niet meer bestonden.
Bij een staatshervorming in 1995 werd deze provincie Brabant opgesplitst in drie delen: Vlaams-Brabant, Waals-Brabant en het Brussels Hoofdstedelijk Gewest.

## Bestuurlijke indeling
Het hertogdom Brabant was verdeeld in vier kwartieren, met aan het hoofd een kwartierschout:
- kwartier van Antwerpen
- kwartier van Brussel
- kwartier van Leuven
- kwartier van 's Hertogenbosch

Elk van deze kwartieren was weer verder onderverdeeld.
Parallel was er een zesdelige indeling in districten of hoofdmeierijen. Deze werd gecreëerd door hertog Hendrik I en kreeg definitief vorm onder hertog Jan III. Hoewel dit terugging op oude structuren beheerd door domeinambtenaren, had de administratieve traditie verschillende benamingen in het leven geroepen: Brussel was een ammanie, Leuven, Tienen en 's-Hertogenbosch meierijen, Antwerpen een markgraafschap, en Waals-Brabant een baljuwschap. Aan het hoofd stond naargelang het geval een amman, meier, hoogschout of drossaard.
Deze indelingen hebben bestaan tot 1795, toen de Fransen het ancien régime afschaften en er departementen werden gevormd.

### Steden en vrijheden van het hertogdom Brabant
Steden die vrijheden bekwamen hadden het recht om een markt te organiseren op hun grondgebied. Dorpen hadden dit recht niet en hadden daardoor geen eigen marktplein.
Het marktplein wordt in sommige gemeenten de vrijheid genoemd. Niet ommuurde plaatsen met stadsrechten werden vrijheden genoemd.
Kwartier van Antwerpen
- Antwerpen: stad en hoofdplaats van het kwartier, het markgraafschap Antwerpen, en hoofd van het bisdom Antwerpen dat tot de 19e eeuw heel dit kwartier omvatte
- Lier: stad gelegen ten zuidoosten van Antwerpen; stad van het huwelijk van Filips de Schone en Johanna de Waanzinnige, een kleine stad met een illuster verleden
- Herentals: stad ten noordoosten van Lier; stad gelegen in een bosrijke omgeving
- Zandvliet: stad ten noorden van Antwerpen; belangrijk bolwerk van de Zuidelijke Nederlanden
- Bergen op Zoom: stad ten noorden van Zandvliet; voorhaven van Antwerpen aan de Oosterschelde en hoofdplaats van het markiezaat Bergen op Zoom.
- Steenbergen: stad ten noorden van Bergen op Zoom; havenstad zoals Bergen op Zoom, hoofdplaats van de heerlijkheid Steenbergen
- Hoogstraten: vrijheid ten noordoosten van Antwerpen: niet ommuurde stad en hoofdplaats van het graafschap Hoogstraten
- Breda: stad ten noorden van Hoogstraten: hoofdplaats van de Baronie van Breda, samen met Diest een van de Oranjesteden van de Nassaus, havenstad, vesting- en garnizoensstad en sinds de 19e eeuw hoofdplaats van het bisdom Breda
- Geel: vrijheid ten oosten van Herentals: een stad die zich onderscheidde op gebied van geneeskunde
- Turnhout: vrijheid ten noorden van Herentals/Geel: de grootste van de niet ommuurde steden; hoofdplaats van het land van Turnhout
- Geertruidenberg: stad ten noorden van Breda, zij zou haar naam ontlenen aan Geertrui van Nijvel
- Arendonk: vrijheid ten oosten van Turnhout: faam behaald met het africhten van roofvogels. Arendonk heeft veel weg van een dorp alhoewel deze plaats wel over een marktplein beschikt
- Duffel: vrijheid ten zuiden van Antwerpen historisch een zeer vermaarde baronie maar door oorlogen vernietigd. Het kasteel was lang in handen van de abdij van Tongerlo
- Walem: vrijheid ten zuidwesten van Duffel: maakte deel uit van de baronie van Duffel, had altijd een dorps karakter

Nota: de stad en heerlijkheid Mechelen, heerlijkheid Heist op den Berg en heerlijkheid Gestel (een gehucht bij Berlaar) vormden onafhankelijke gebieden binnen Brabant en behoorden alle tot het land van Mechelen.
Willemstad en Klundert, ondanks dat ze opgericht werden op het vroegere territorium van Bergen op Zoom, worden tot het graafschap Holland gerekend. Deze twee bolwerken waren de noordelijke tegenhanger van Zandvliet.
Naast de steden waren er binnen het kwartier ook dorpen met een aanzienlijke omvang: Borgerhout, Mol, Westerlo, Oudenbosch en Roosendaal
Kwartier van Leuven
- Leuven: stad hoofdplaats van dit kwartier en oudste hoofdstad van hertogdom Brabant
- Aarschot: stad ten noordoosten van Leuven: hoofd van het hertogdom Aarschot en belangrijke stad voor de Demergotiek
- Scherpenheuvel: stad ten oosten van Aarschot: bedevaartsoord en oudste koepelkerk van de Nederlanden. Een voorbeeld barokstad
- Zichem: stad ten noorden van Scherpenheuvel: stad die deel uitmaakte van de baronie Diest, door de godsdienstoorlogen vernietigd
- Diest: stad ten oosten van Scherpenheuvel: samen met Breda een van de Oranjesteden van de Nassaus, tevens hoofd van de baronie van Diest
- Halen: stad kleine garnizoensstad van Brabant
- Tienen: stad ten oosten van Leuven: een van de grotere steden van Brabant en vroeger hoofdplaats van een eigen kwartier
- (Zout)leeuw: stad ten oosten van Tienen: historisch belangrijke stad van Brabant zoals de monumenten getuigen en grootste bolwerk aan de grens met het prinsbisdom Luik.
- Landen: stad ten zuidoosten van Zoutleeuw. Pepijn van Landen, St.-Ida, Geertrui van Nijvel, St.-Bavo en de heilige Begga leefden ten zuidwesten van deze stad. De latere stad was een kleine sterkte aan de rand van het hertogdom.
- Hannuit: stad ten zuiden van Landen: klein garnizoensstadje van Brabant
- Geldenaken: stad ten zuiden van Tienen: kleine pittoreske stad waar veel gebouwd werd in de witte steen van Gobertingen.
- Gembloers: stad ten zuidwesten van Geldenaken. Vooral bekend vanwege haar abdij
- Dormaal: vrijheid ten zuiden van Zoutleeuw, had altijd een dorps karakter

Nota: Hoegaarden was een groot dorp behorende tot het prinsbisdom Luik
Kwartier van Brussel
- Brussel: hoofdstad van dit kwartier, hoofdstad van de (Zuidelijke) Nederlanden en hofstad
- Vilvoorde: stad ten noorden van Brussel: een stad waar de eerste grote gevangenis van Brabant werd gebouwd.
- Tervuren: vrijheid ten oosten van Brussel: het buitenverblijf van de hertogen en begin van het Zoniënwoud
- Overijse: vrijheid ten zuiden van Tervuren een stad die niet ver uitgroeide maar toch een begijnhof telde en een groot marktplein
- Genepiën: vrijheid ten zuiden van Overijse en Terhulpen.
- Nijvel: stad ten westen van Genepiën: belangrijk in de vroege geschiedenis van Brabant. Ida en Geertrui van Nijvel zijn de belangrijkste actoren in de vroege geschiedenis van de abdij van Nijvel. Het land van Nijvel strekte zich uit naar het zuiden tot aan Gosselies en omvatte ook Seneffe, Ronquières en vele dorpen ten zuiden van Nijvel.
- Eigenbrakel: vrijheid ten noorden van Nijvel: de Slag bij Waterloo vond plaats vlak bij deze stad. De kerk fungeerde als hospitaal
- Asse: vrijheid ten westen van Brussel
- Merchtem: vrijheid ten noorden van Asse
- Duisburg: vrijheid ten zuidoosten van Tervuren: Duisburg is een gehucht dat bestuurd werd door de abdij van Coudenberg. Duisburg heeft een dorps karakter.
- Terhulpen: vrijheid ten zuiden van Overijse: Dit dorp was hoofd van een eigen rechtsgebied.
- Waver: vrijheid ten westen van Geldenaken: een niet ommuurde stad en tegenwoordig hoofdplaats van Waals-Brabant

Nota: de stad Halle behoorde tot het graafschap Henegouwen
Meierij 's-Hertogenbosch
- stad en vrijdom 's-Hertogenbosch: hoofdplaats van de gelijknamige meierij. 's-Hertogenbosch kreeg in 1184 stadsrechten van graaf Godfried III van Leuven, die ook hertog van Neder-Lotharingen was als Godfried VII. Enige tijd daarvoor was het op grondgebied van Orthen ontstaan als een nederzetting van handelaren aan de samenloop van de Aa en de Dommel.
- Heusden: stad ten noordwesten van Den Bosch de onneembare stad omwille van haar verdedigingswerken aan de grens met Gelderland en Holland
- Bergeijk: stadsrechten verleend door Karel de Stoute en behorende tot het kwartier Kempenland.
- Eindhoven: hoofdplaats van het kwartier Kempenland ten zuiden van Den Bosch. Historisch zeer klein, maar werd belangrijk in de moderne tijd met de opkomst van Philips
- Sint-Oedenrode: hoofdplaats van het kwartier Peelland ten zuiden van Den Bosch. Met de verkoop van het graafschap Rode door Otto II graaf van Gelre aan de hertog Hendrik I van Brabant komt Sint-Oedenrode in 1231 bij het Hertogdom Brabant. Verkrijgt in 1232 vrijheidsrechten.
- Helmond: stad ten zuiden van Den Bosch in het kwartier Peelland. In 1220 kocht Hertog Hendrik I van Brabant de toenmalige heerlijkheid Helmond van Willem I van Horne. Hij stichtte in 1225 aan de rand van de Peel de stad Helmond om aldus de invloed van Gelre terug te dringen. Helmond krijgt in 1232 vrijheidsrechten. De stad neemt in de 17e eeuw de titel van hoofdplaats van Peelland over van Sint-Oedenrode.
- Oss: stad ten oosten van Den Bosch en hoofdplaats van het kwartier Maasland. Evenals Sint-Oedenrode en Helmond werd Oss gesticht als versterkte grensplaats om de Brabantse noordoostgrens tegen Gelre te beveiligen. Oss had reeds de status van vrijheid verworven, maar Hertogin Johanna van Brabant schonk Oss in 1399 stadsrechten.
- Oirschot: vrijheid ten noordwesten van Eindhoven. Oirschot maakte deel uit van het kwartier Kempenland.
- Oisterwijk: plaats ten zuidwesten van Den Bosch en hoofdplaats van het Kwartier van Oisterwijk. Oisterwijk kreeg in 1212 van hertog Hendrik I van Brabant marktrechten. De stichting van Oisterwijk en vier andere vrijheden (oppida libera que de novo feceramus) vond plaats om aldus de invloedssfeer van de hertog uit te breiden en vloeide voort uit een overeenkomst met de heer van Breda. In 1230 verleende de hertog het nieuwe dorp vrijheidsrechten. Tilburg (pas stad in 1809) behoorde tot het kwartier van Oisterwijk.

## Verwante pagina's
- Lijst van graven van Leuven en hertogen van Brabant
- Provincie Noord-Brabant in Nederland
- Provincie Antwerpen (Midden-Brabant) in België
- Provincie Vlaams-Brabant in België
- Provincie Waals-Brabant (Brabant-Wallon) in België
- Brussels Hoofdstedelijk Gewest in België
- Staats-Brabant, een historiografische benaming
- Lijst van kanseliers van het hertogdom Brabant
- Tijdlijn van de Lage Landen

## Verder lezen
- C. Cawley, Brabant & Louvain, fmg.ac (2006-2007). (Engelstalige genealogie van de hertogen van Brabant met verwijzingen naar de bronnen)
- Frans J. Van Droogenbroeck, Het landgraafschap Brabant (1085-1183) en zijn paltsgrafelijke voorgeschiedenis. De territoriale en institutionele aanloop tot het ontstaan van het hertogdom Brabant (2004)
- Raymond Van Uytven et al. (red.), Geschiedenis van Brabant: van hertogdom tot heden, Leuven-Zwolle, 2004.

FG FD) Geheel of deels verloren aan Frankrijk 1659–1713; RG RD) Geheel of deels verloren aan de Republiek 1581–1715; V) Door vererving bij een andere kreits